# Arjen Westra
Arjen Westra (Zegveld, 11 mei 1970) is een Nederlands schrijver, multimedia journalist en fotograaf met een focus op Afrika en woont al meer dan twintig jaar op het Afrikaanse continent.
Westra studeerde Voorlichting, Publiciteit en Informatie en Communicatiewetenschappen aan de UvA. Na zijn studie werkte hij als journalist voor het Hoger Onderwijs Persbureau (H.O.P.) als internetjournalist en later voor het vakblad ReclameWeek waar hij verantwoordelijk was voor de mediaredactie. 
Hij schreef meerdere Dominicus-reisgidsen, waaronder Kenia, Tanzania en Zanzibar; Zambia, Malawi, Mozambique en Safari!, gebaseerd op zijn uitgebreide ervaring in Oost- en Zuidelijk Afrika.   Als journalist werkte hij voor onder meer  Het Parool, de Leeuwarder Courant, De Standaard, het Algemeen Dagblad, One World, Vice Versa waarbij hij verslag deed vanuit verschillende Afrikaanse landen. Daarnaast heeft hij diverse radioreportages gemaakt voor omroep LLiNK en onder andere fotobijdragen gemaakt voor Al Jazeera, en werkt hij als schrijfcoach en multimedia content creator.
Ook is Westra actief als scenarioschrijver en acteur, en speelde onder meer in Keniaanse producties zoals de film On Your Marks van de Keniaanse regisseur Cajetan Boy. 

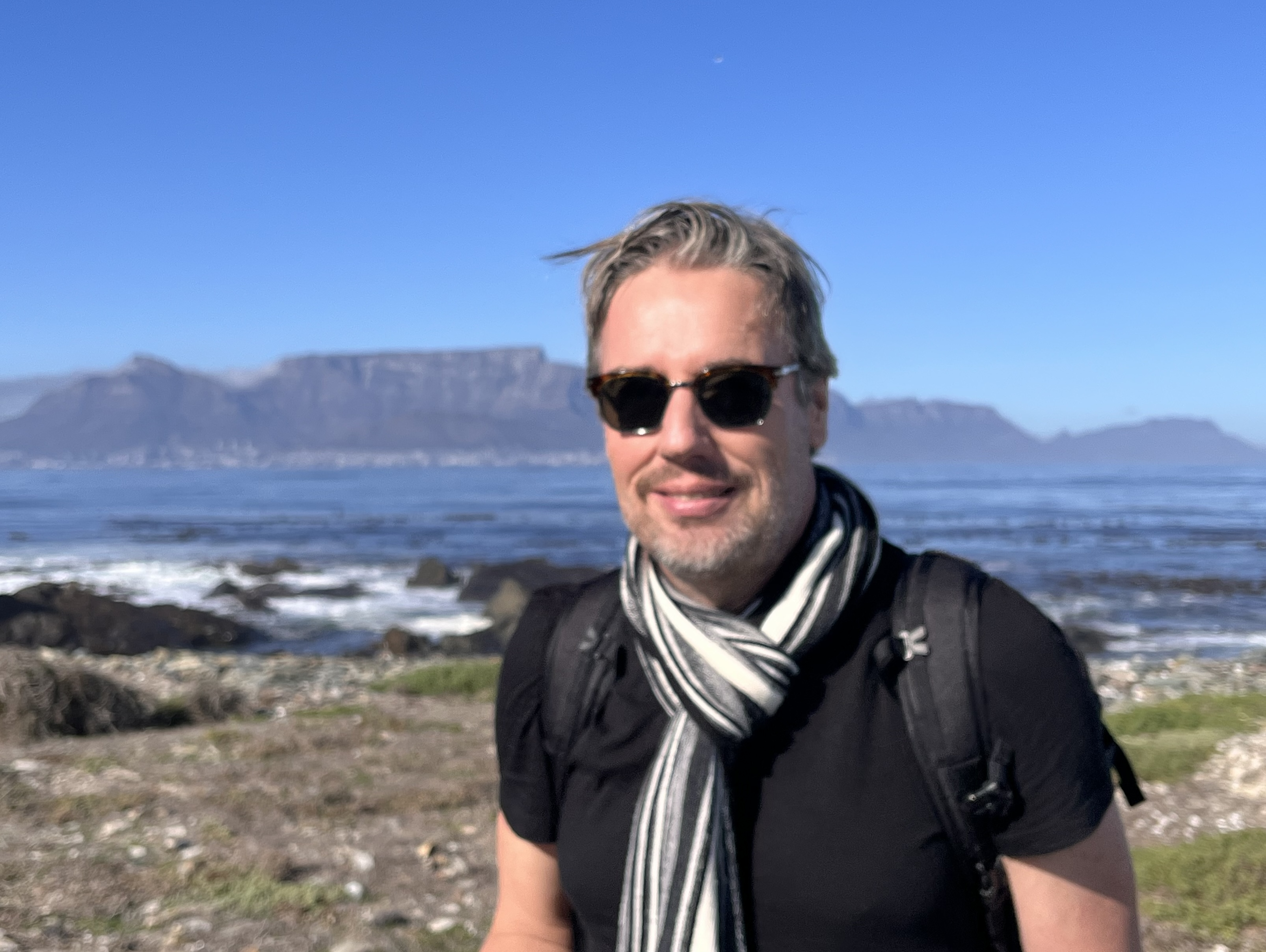

Westra begeleidt ook reizen door Oost- en Zuidelijk Afrika. Hij ontwikkelt op maat gemaakte reiservaringen voor groepen en individuen, waarin culturele verdieping en lokale kennis centraal staan. 
- Nederlandse Thesaurus van Auteursnamen: 240528840
- Virtual International Authority File: 286023054